# Tetragnatha cylindracea
Tetragnatha cylindracea este o specie de păianjeni din genul Tetragnatha, familia Tetragnathidae. A fost descrisă pentru prima dată de Keyserling, 1887. Conform Catalogue of Life specia Tetragnatha cylindracea nu are subspecii cunoscute.